# Bérces Edit
Bérces Edit (Zalaegerszeg, 1964. május 16. –) ultramaratoni futó, világcsúcstartó, világ- és Európa-bajnok.
Magyarországon minden idők legeredményesebb ultramaratoni futója. Karrierje során számos világcsúcsot állított fel, melyből néhány a mai napig is áll és országos szinten 100 kilométertől 48 óráig szinte minden csúcsot tart.
Jelentősebb eredményei közé tartozik a 100 kilométeres Európa és világbajnoki győzelme 2000-ben valamint 2001-ben a legendás Jánisz Kúrosszal (Γιάννης Κούρος, Yiannis Kouros) atlétikai pályán Veronában aratott IAU világbajnoki  és a 2002-ben 24 órás országúton szerzett Európa bajnoki címe.
A Surgeres-i nemzetközi meghívásos 48 órás pályaversenyen egymást követően, - ugyancsak Jánisz Kúrosszal együtt, három alkalommal diadalmaskodott korosztályos világ- és Európa-bajnoki csúcsokat felállítva (2002, 2003, 2004).
A tajpeji Szúcsó Egyetemen rendezett 24 órás pályaversenyt pályacsúccsal nyerte a brazil Valmir Nunes társaságában 2003-ban.
A legnagyobb múltú hazai versenyek közül szinte mindet megnyerte, többek között a Bécs–Pozsony–Budapest Szupermaratont (Bogár Jánossal 1997-ben, Vozár Attilával 2000-ben), a Békéscsaba – Nagyvárad Szupermaratont  (1998) , a Békéscsaba–Arad futóversenyt (2000) valamint a Balaton Kört és a Fertő-tó Kört (1997, 1998, 2000, 2003).
2002-ben, miután két héttel az Európa bajnoki győzelme után megdöntötte a 100 mérföldes és a 24 órás pálya világcsúcsot, az Ultramarathon World szaklap, a világ legjobb ultramaratonista futónőjévé választotta. A nemzetközi ultramaratoni szövetség, az IAU szakértője 2000-ben és 2002-ben is a világ legjobb női ultramaraton futójának választotta. Az év ultrafutója Magyarországon - 2006.
Első nagy versenyeire Tóth Sándor mesteredző készítette fel 1997-ben és 1998-ban, melyeket követően önállóan edzett. Alkalmanként Kis-Király Ernő és Jánisz Kúrosz látta el szakmai tanácsokkal.
2002-ben, miután két héttel az Európa bajnoki győzelme után megdöntötte a Ann Trason 100 mérföldes és Irina Reutovics (Ирина Реутович) 24 órás pálya-, illetve Sigrid Lomsky abszolút világcsúcsát, az Ultramarathon World szaklap, a világ legjobb ultramaratonista futónőjévé választotta. A nemzetközi ultramaratoni szövetség, az IAU szakértője 2000-ben és 2002-ben is a világ legjobb női ultramaraton futójának választotta. Az év ultrafutója Magyarországon - 2006. A 24 órás világcsúcsát a japán Kúdó Mami (工藤満美) javította meg Tajpejben 2009-ben, majd 2011-ben.
2004-ben egy sajátos kísérlet során megdöntötte a futópados 24 órás, valamint a 100 mérföldes világcsúcsot. Ennek a 24 órás csúcsnak a különlegességét bizonyítja, hogy a futás időpontjában jobb volt a férfi világcsúcsnál is és ma is csupán 250 méterrel marad el legjobb férfi eredménytől.

## Világcsúcsok
| Táv         | Típus   | Eredmény   | Hely     | Időpont                 |
| ----------- | ------- | ---------- | -------- | ----------------------- |
| 100 mérföld | pálya   | 14:25:45   | Verona   | 2002. szeptember 21-22. |
| 100 mérföld | futópad | 14:15:08   | Budapest | 2004. március 8-9.      |
| 24H         | pálya   | 250,106 km | Verona   | 2002. szeptember 21-22. |
| 24H         | futópad | 247,2 km   | Budapest | 2004. március 8-9.      |

## Egyéni csúcsok
| Táv         | Típus     | Eredmény    | Hely       | Időpont |
| ----------- | --------- | ----------- | ---------- | ------- |
| 100 km      | országúti | 7:25:21     | Winschoten | 2000    |
| 100 km      | pálya     | 8:03:52     | Camporosso | 2002    |
| 12H         | országúti | 135,344 km  | Gravigny   | 2002    |
| 12H         | pálya     | 135,057 km  | Verona     | 2002    |
| 100 mérföld | pálya     | 14:25:45    | Verona     | 2002    |
| 100 mérföld | országúti | 14:56:09    | Köln       | 2001    |
| 24H         | országúti | 237,6454 km | Wörschach  | 2003    |
| 24H         | pálya     | 250,106 km  | Verona     | 2002    |
| 48H         | pálya     | 369,7493 km | Surgeres   | 2003    |

## Díjai, elismerései
- MOB fair play trófea, életmű kategória (2019)[8]